# Середа (Ярославская область)
Середа — село, центр Середского сельского поселения Даниловского района Ярославской области.

## Географическое положение
Село расположено на правом берегу реки Касть в 25 км к юго-востоку от города Данилова.

## История
До 1565 года территорию современного села Середа занимало село Фёдоровское, принадлежащее известному роду ярославских князей Троекуровых. В 1565 году южные земли села Федоровского по царской грамоте были переданы Ярославскому Спасо-Преображенскому монастырю. Спасо-Преображенский Ярославский монастырь организовал в 1565 году на вновь приобретенных землях села Федоровского с деревнями монастырскую усадьбу с деревянной одноглавой церковью и оградою на месте будущего села Середа, основанного здесь через 200 лет. В 1609 году польско-литовским отрядом Лисовского монастырская усадьба села Федоровского и церковь Фёдора Стратилата на Касти были сожжены. Но в 1613 году вновь отстроены. После восстановления церкви и села оно стало называться «Федоровское Новое». Во владении монастыря земли находились до 1764 года, когда Екатерина II отменила монастырское землевладение. В 1767 году для обозначения вновь возникшего села и отличая его от села Федоровского в Подвязье было введено определение «Середа» – вновь возникшее село располагалось как раз посередине между деревнями Перемилово и Зубцово. В 1797 году посреди села на Торговой площади вместо обветшавшей деревянной была построена каменная церковь Смоленской иконы Божией Матери с приделами в честь Святителя и Чудотворца Николая Мирликийского и Св. Великомученика Феодора Стратилата
До 1929 года Середа была центром Середской волости Даниловского уезда Ярославской губернии.
В 1929 году Середа вошла в Боровской район Ивановской области. В 1932 году село было передано в Даниловский район (с 1936 года в составе Ярославской области).
17 марта 1944 года Середа стала центром нового Середского района. 22 октября 1959 года в связи с ликвидацией Середского района Середа была передана в Даниловский район.

## Население
| 1859 | 1914 | 2002 | 2007 | 2010 |
| ---- | ---- | ---- | ---- | ---- |
| 282  | ↗324 | ↗819 | ↘796 | ↘766 |

## Инфраструктура
В селе имеются Середская средняя  школа, дом культуры, отделение Сбербанка, отделение почтовой связи, пожарная часть.

## Достопримечательности
В селе расположена действующая Церковь Смоленской иконы Божией Матери (1797).